# Besançon RC
El Racing Besançon es un club de fútbol francés de la ciudad de Besançon. Fue fundado en 1904 y juega en el grupo E del Championnat National 3, la quinta liga más importante del país.

## Jugadores

### Jugadores destacados
- Nadir Belhadj
- Ryszard Tarasiewicz
- Kamel Chafni
- Franck Grandel
- Romain Hamouma
- Bernard Lama
- Jean-François Rivière
- Claude Robin

## Palmarés

### Torneos Nacionales (2)
- Championnat National (1): 2003
- Copa Charles Drago (1): 1962